# بهار رمی خانم استون (فیلم ۲۰۰۳)
بهار رومی خانم استون (به انگلیسی: The Roman Spring of Mrs. Stone) یک فیلم درام رمانتیک تلویزیونی آمریکایی-ایرلندی ساخته شده در سال ۲۰۰۳ و بازسازی فیلم ۱۹۶۱ به همین نام بر اساس رمانی با همین عنوان از ۱۹۵۰ تنسی ویلیامز است.

## طرح
این فیلم به زندگی ادیسه کارن استون، بازیگری را که شوهرش را در اثر سکته قلبی از دست می‌دهد دمی پردازد. او در رم، با یک زن ملاقات می‌کند و با مرد دیگری که اهداف و علاقه‌های عاشقانه در سر می‌پرورد آشنا می‌شود که هیچ ارتباطی با خانم استون ندارد.

## تولید
فیلمنامه توسط مارتین شرمن و براساس رمان تنسی ویلیامز نوشته شده‌است. ورایتی در این باره می‌گوید: «جوهر داستان - بیداری جنسی یک زن سرکوب شده را - به یک قصه تحریک آمیز تقسیم می‌کند و به همان اندازه که به روایت متکی است، به تصاویر نیز تکیه دارد.» این فیلم به کارگردانی رابرت آلن آکرمن و تهیه کنندگی جیمز فلین و مورگان او سالیوان در دوبلین و رم تهیه شده‌است. از این اثر می‌توان به این آخرین حضور سینمایی بانکروفت در مقابل دوربین یاد کرد.

### بازیگران
- هلن میرن - کارن استون
- الیویه مارتینز - پائولو دی لیو
- آن بنکرافت - کنتسا
- برایان دنهی - تام استون
- خودریگو سانتورو - مرد جوان

## نامزدها و جوایز

### جوایز امی
این فیلم برای پنجد جایزه امی ۲۰۰۳ نامزد شد و هر پنج جایزه را دریافت کرد، از جمله
- بازیگر نقش اول زن: هلن میرن
- بازیگر نقش مکمل زن: آن بانکروفت
- موسیقی برجسته: جان آلتمن
- کارگردانی برجسته: رابرت آلن آکرمن
- لباس‌های برجسته: دونا گراناتا (طراح لباس) و گیل هوارد (دستیار طراح لباس)

### جوایز گلدن گلوب
- نامزد بهترین سریال کوتاه یا فیلم سینمایی ساخته شده برای تلویزیون
- بهترین بازیگر نقش اول زن در مینی سریال یا فیلم متحرک ساخته شده برای تلویزیون - هلن میرن.

## نخستین انتشار
بهار رومی خانم استون برای اولین بار در ایالات متحده در Showtime در تاریخ ۴ مه ۲۰۰۳ منتشر شد و توسط Showtime Entertainment در سال ۲۰۰۴ در DVD منتشر شد.